# Büyükdere, Havran
Büyükdere là một thị trấn thuộc huyện Havran, tỉnh Balıkesir, Thổ Nhĩ Kỳ. Dân số thời điểm năm 2010 là 2.02 người.